# منتخب كازاخستان لكرة الطائرة للرجال
منتخب كازاخستان الوطني لكرة الطائرة للرجال (بالروسية: Мужская сборная Казахстана по волейболу)‏ هو ممثل كازاخستان الرسمي في المنافسات الدولية في كرة طائرة في فئة كرة الطائرة للرجال.